# Praia Cambriú (Cananéia)

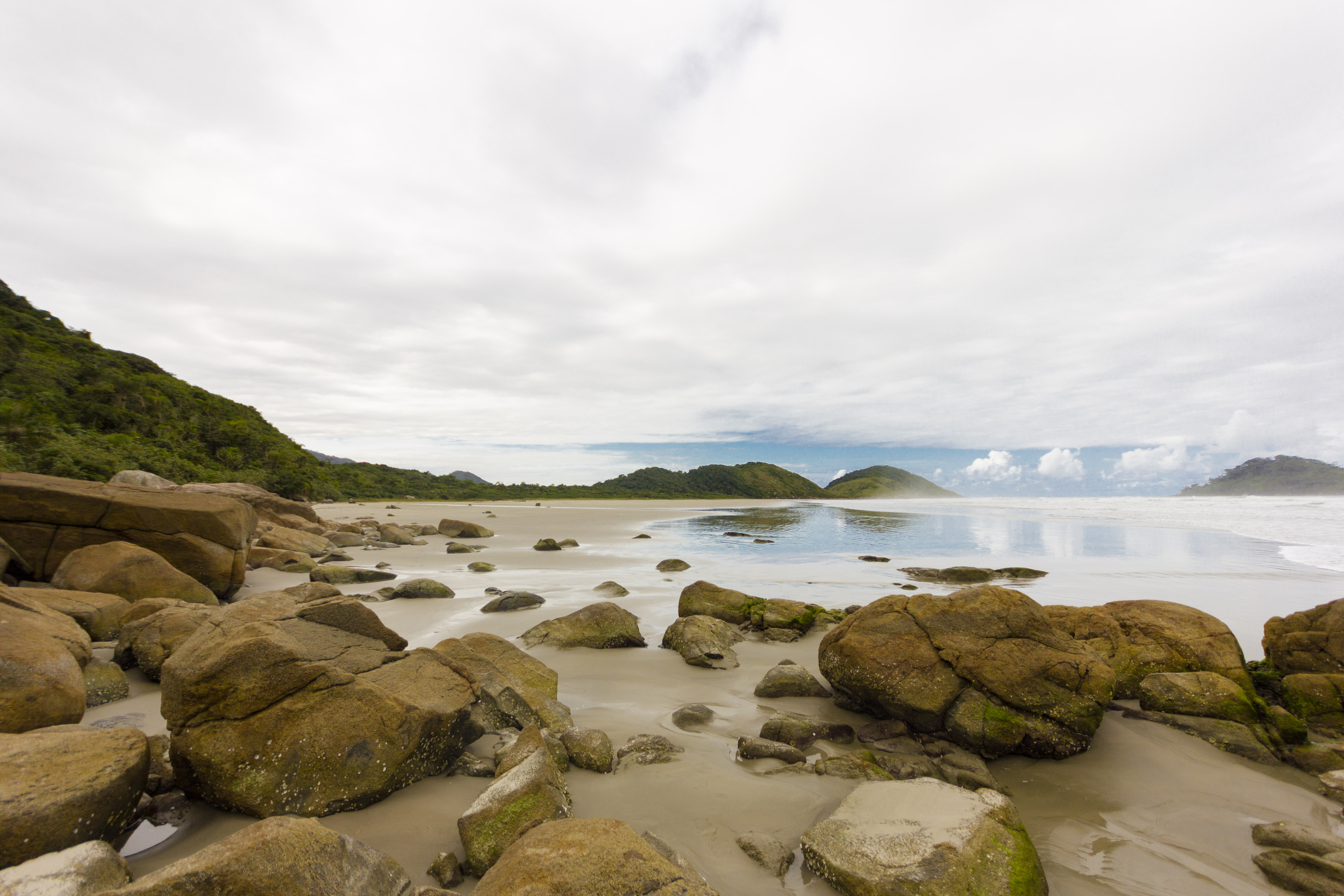
Praia Cambriú

A Praia de Cambriú está localizada na Ilha do Cardoso dentro de Cananéia, São Paulo, a Praia de Cambriú, sempre com apoio de um monitor, fica a duas horas de barco do centro de Cananéia, ou a três horas de caminhada partindo da Praia do Pereirinha ou quatro horas de caminhada partindo da praia de Maruja.
Praia tranquila e familiar de areia clara e relativamente deserta possui um mar de àguas extremamente calmas e limpas sendo indicada pra o mergulho, pesca e surf, nela se encontra a foz de um braço do Rio Cambriú e se avista ao longe a Ilha do Bom Abrigo.